# 陈美惠 (AV女优)
陈美惠（日语：陳美恵，1994年—）是一名中国籍日本AV女优，Soft On Demand所屬。她出生于中国吉林省磐石市，6岁时随父母移居日本，因在作品中腋毛未剃、出现使用东北话骂人的情节而受到关注。同時亦有以小島さくら（小島櫻）及甲畑繭里等名義拍攝無碼影片。

## 作品
- （KUSE-004，2021年1月8日，SOD）
- （KUSE-006，2021年2月11日，SOD）
- （KUSE-011，2021年3月30日，SOD）
- （DSVR-922，2021年4月19日，SOD）
- （KUSE-014，2021年5月7日，SOD）

## 外部連結
- 陈美惠的X（前Twitter）
- 陈美惠（页面存档备份，存于） - YouTube